# Station Geleen Oost
Station Geleen Oost is een van de drie spoorwegstations van Sittard-Geleen, gelegen in het stadsdeel Geleen. Het eerste stationsgebouw stamt uit 1893 en was van het standaardtype ZSM. In 1964 werd dit gebouw vervangen door het standaardtype Douma. Naast een kaartverkoop-gedeelte had dit gebouw ook een wachtruimte. Kenmerkend aan dit gebouw was de bakstenen muur met daarin een kunstwerk. In 2006 werd dit gebouw gesloopt; als gevolg van de introductie van kaartautomaten werd er steeds minder gebruikgemaakt van het stationsgebouw.
Op het station zijn kaartautomaten aanwezig, maar het is mogelijk om bij het postagentschap in Geleen een kaartje te kopen. Verder zijn er fietskluizen en een fietsenstalling aanwezig, parkeerplaatsen voor auto's en een taxistandplaats.
Tot december 2006 was Geleen Oost stopplaats voor de intercity's van Haarlem naar Heerlen en vice versa, sinds de invoering van de dienstregeling van 2007 is deze stop komen te vervallen en stoppen er in Geleen Oost alleen stoptreinen.

## Treinverbindingen
De volgende treinserie halteert in de dienstregeling 2025 te Geleen Oost:
| Serie       | Treinsoort         | Route                           | Bijzonderheden |
| ----------- | ------------------ | ------------------------------- | -------------- |
| 32500 RS 15 | Stoptrein (Arriva) | Sittard – Geleen Oost – Heerlen |                |

## Voor- en natransport
De halte Stationsplein bevindt zich op ca. 100 meter van het station. Aan deze bushalte stoppen de volgende lijnen:
- Lijn 4: Sittard - Munstergeleen - Geleen
- Lijn 53: Geleen - Puth - Schinnen - Hoensbroek

## Afbeeldingen

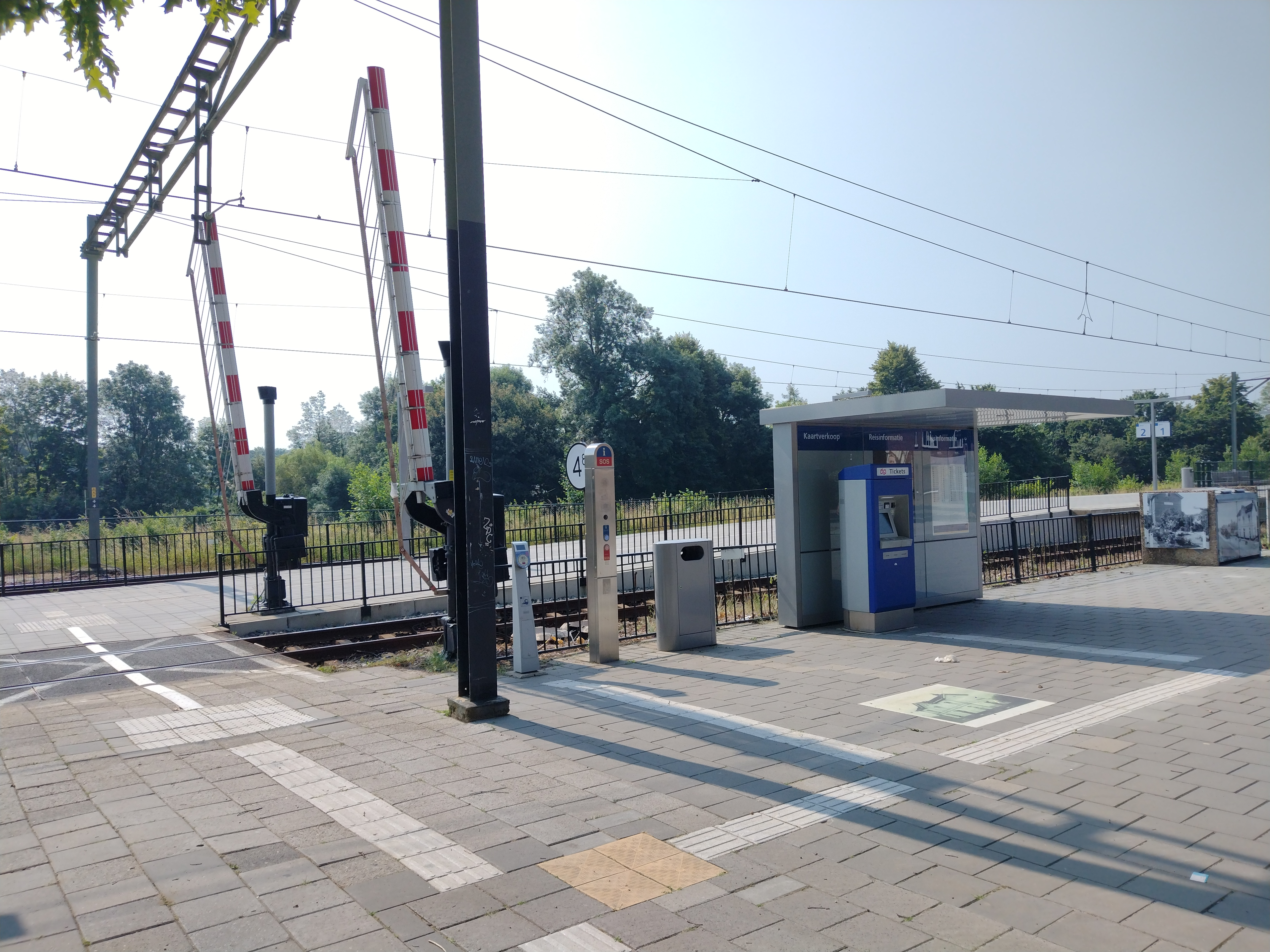
Het station in 2024
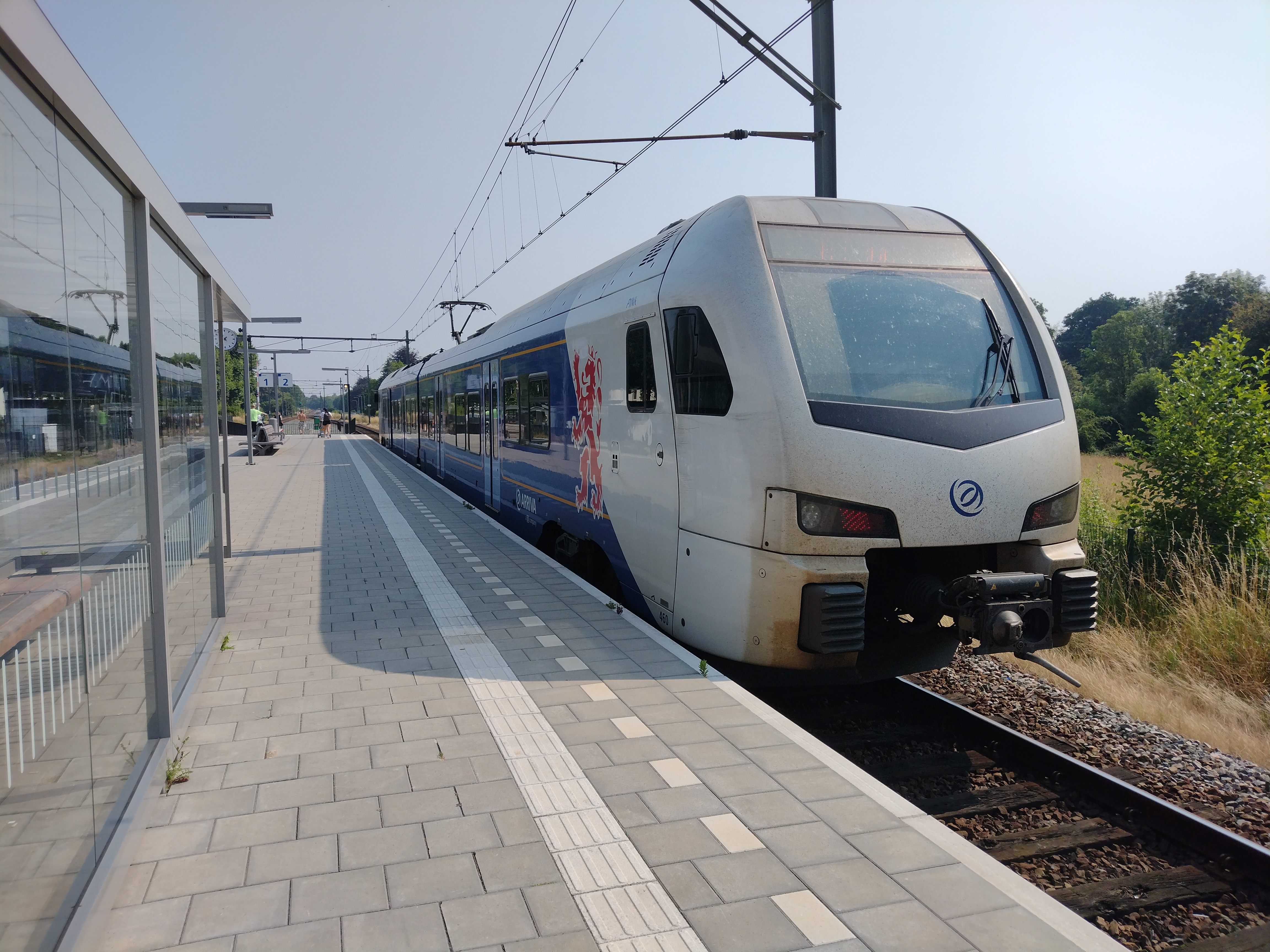
FLIRT van Arriva op het station
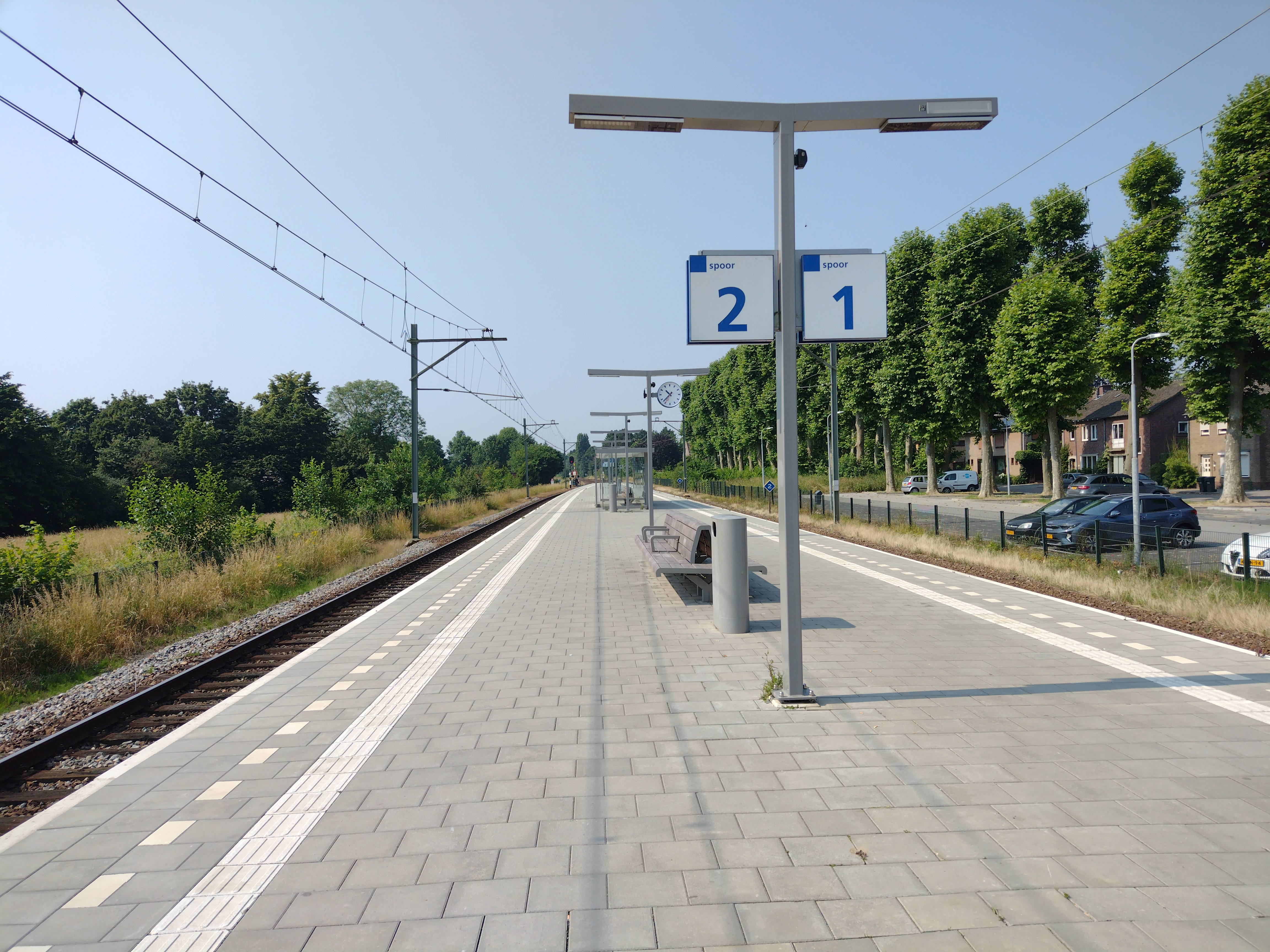
Het perron

0: Sittard · 2: Ophoven · 4: 
Geleen Oost · 7:
Spaubeek · 9:
Schinnen · 12:
Nuth · 15:
Hoensbroek · 19:
Heerlen · 20:
Heerlen de Kissel · 22:
Landgraaf · 25:
Eygelshoven Markt · 26:
Kerkrade Rolduc (Haanrade) · 27: Rolduc Lokaal · 29:
Herzogenrath
Beek-Elsloo ·
Blerick · 
Bunde · 
Chevremont · 
Echt ·
Eijsden ·
Eygelshoven ·
-Markt · 
Geleen:
-Lutterade · 
-Oost · 
Heerlen ·
-Woonboulevard ·
Hoensbroek · 
Horst-Sevenum · 
Houthem-Sint Gerlach · 
Kerkrade Centrum ·
Klimmen-Ransdaal · 
Landgraaf · 
Maastricht ·
-Noord · 
-Randwyck · 
Meerssen ·
Mook-Molenhoek ·
Nuth · 
Reuver · 
Roermond ·
Schin op Geul · 
Schinnen · 
Sittard · 
Spaubeek · 
Susteren · 
Swalmen · 
Tegelen · 
Valkenburg · 
Venlo · 
Venray ·
Voerendaal · 
Weert
Voormalige stations: zie de lijst van voormalige spoorwegstations in Limburg (Nederland)